# Колмурано
Колмура̀но (на италиански: Colmurano, на местен диалект Curmurà, Курмура) е село и община в Централна Италия, провинция Мачерата, регион Марке. Разположено е на 414 m надморска височина. Населението на общината е 1289 души (към 2010 г.).